# ブラックカーボン

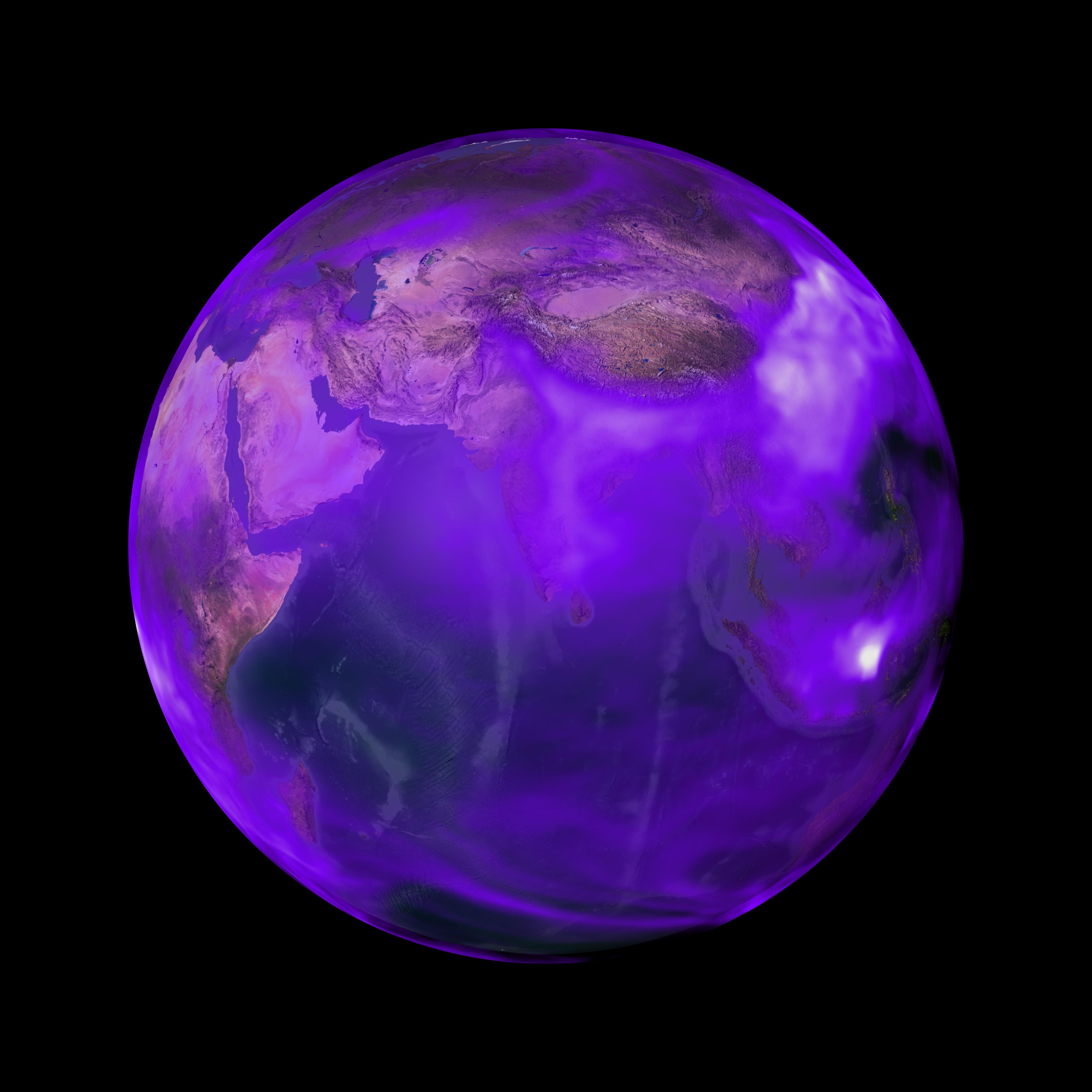
大気中を漂うブラックカーボン

ブラックカーボン(英: Black carbon)とは、ススの構成要素の一つであり、大気汚染物質の一つ。黒色炭素。
太陽光を吸収する性質を持ち、地球温暖化の原因物質の一つとしても知られる。
大気中に放出されたブラックカーボンは北極圏の氷(アルベド)などに付着し、海氷の溶解の一因となる。北極圏は地球上で最も早く温暖化が進行しており、それにはブラックカーボンが寄与していると考えられている。

## 概要
ブラックカーボンの主な構成要素は炭素であり、化石燃料、木質燃料などの燃焼によって生じる。
よって基本的にブラックカーボンの排出量は経済活動の規模に比例するが、先進国では各種の公害防止の措置が取られていることから発展途上国に対し相対的に排出量は少ない。
一例を挙げると、世界におけるアメリカ合衆国のCO2排出割合は21%、ブラックカーボン排出割合は6.1%であるのに対し、中国とインドの2カ国だけでブラックカーボン排出割合は35%を占める。
東南アジア等の発展途上国においては薪などの木質バイオマスを暖房や調理の燃料としており、また農家が収穫後の藁などを野焼きしているため汚染がひどく、局所的な気温のホットスポットが生じるほどである。
ブラックカーボンを含む粒子状物質(PM2.5)は大気汚染物質の中で最も有害であり、非常に小さいため肺の奥深くに達し沈着、肺がんなどを引き起こす。
そのため発展途上国における主な死因となっている。

## 排出源

### 排出が多いエリア

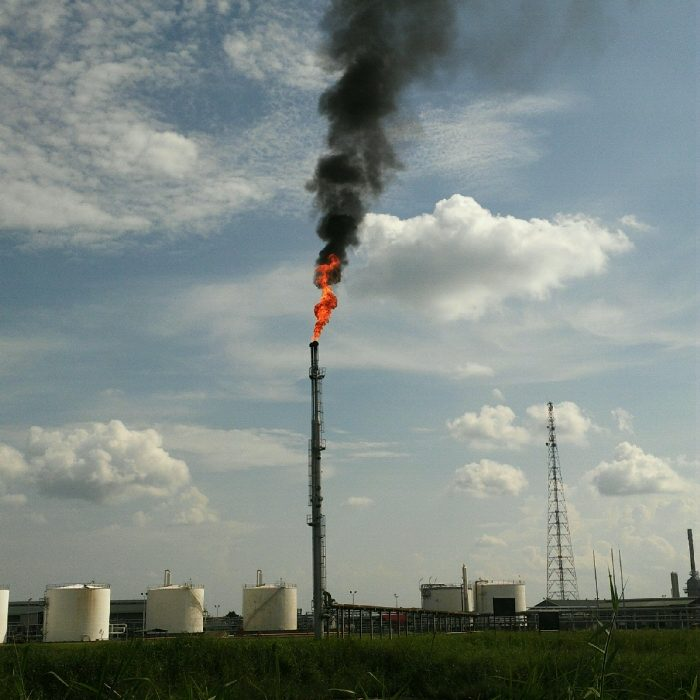
不完全燃焼を起こしているガスフレア。ブラックカーボンは煙に多く含まれる

ブラックカーボンの排出量が特に多いエリアは次の通り
- インドのガンジス平原
- 中国の東部
- 東南アジア全域、特にインドネシア
- アフリカの赤道地域
- メキシコと中央アメリカの全域
- 南米のブラジルとペルーの全域

### 排出原因

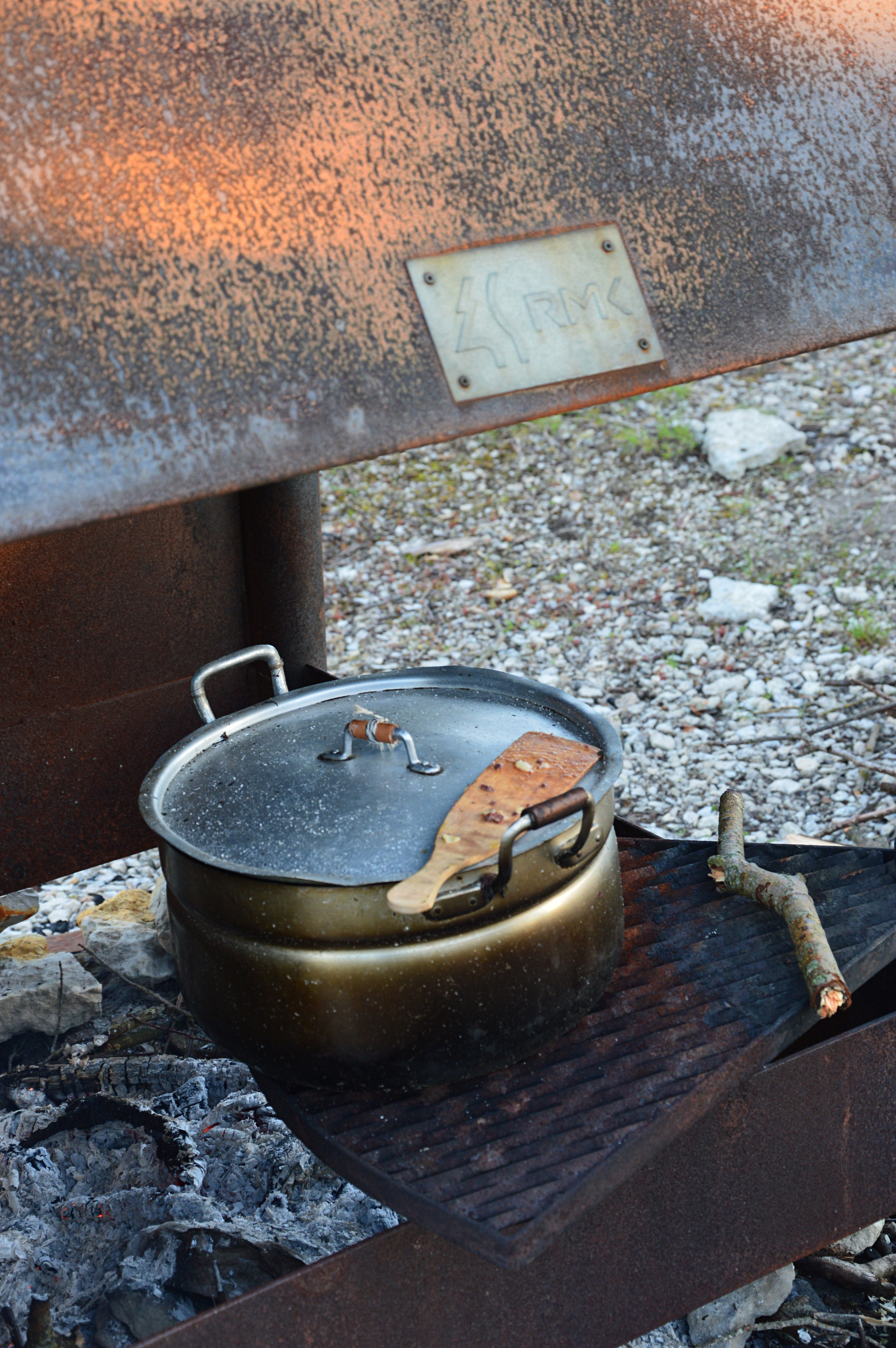
バイオマス燃料を使用したため鍋の底に付着したブラックカーボンを含むスス

ブラックカーボンの排出原の大まかな割合は次の通り
- バイオマス燃料の使用が20%
- 化石燃料の使用が40%
- 農地での野焼きが40%

具体的には、

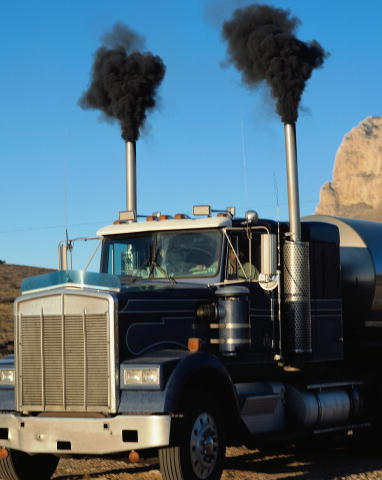
薪や木質ペレットなどの木質燃料の使用
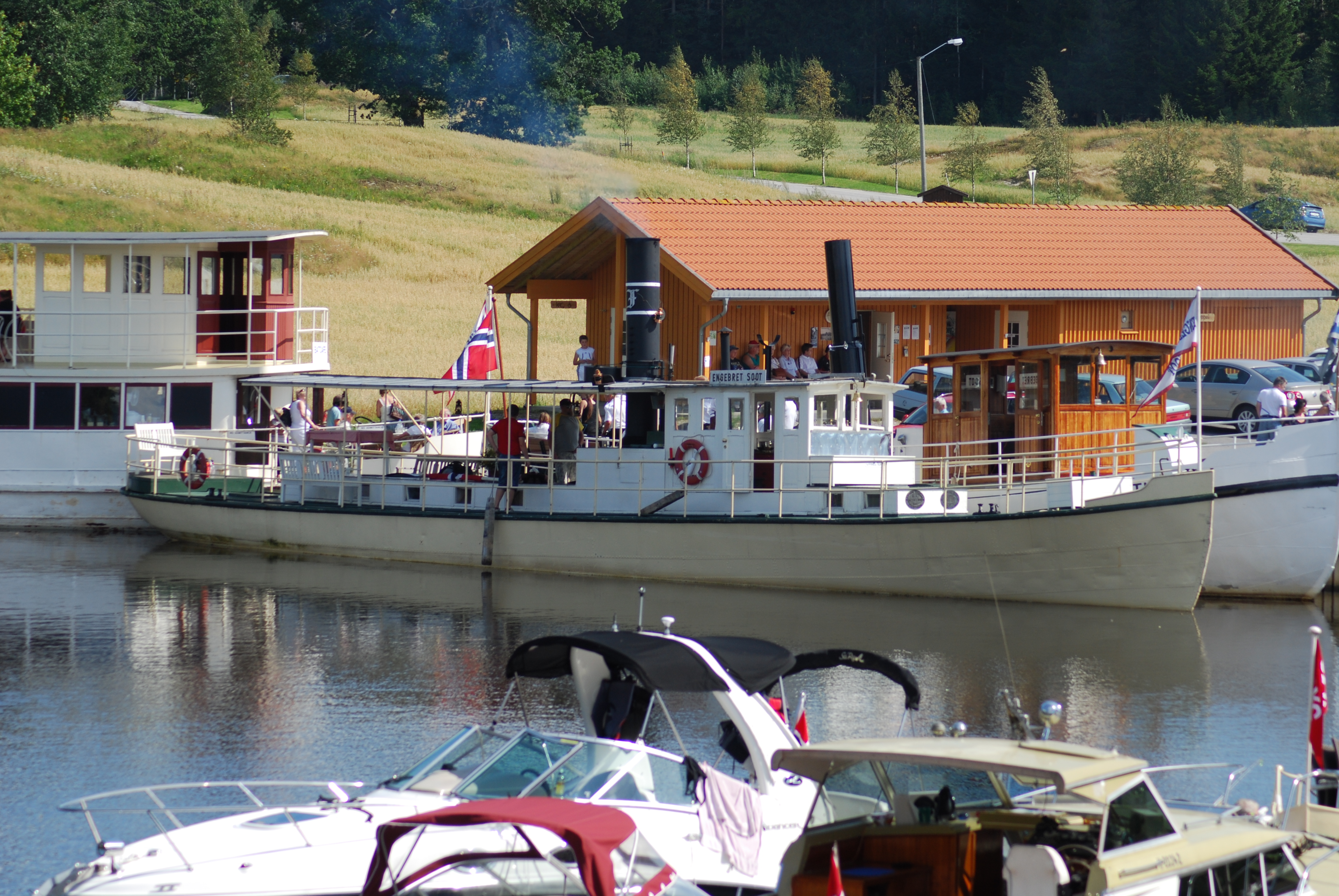
船舶、トラックなどのディーゼルエンジン
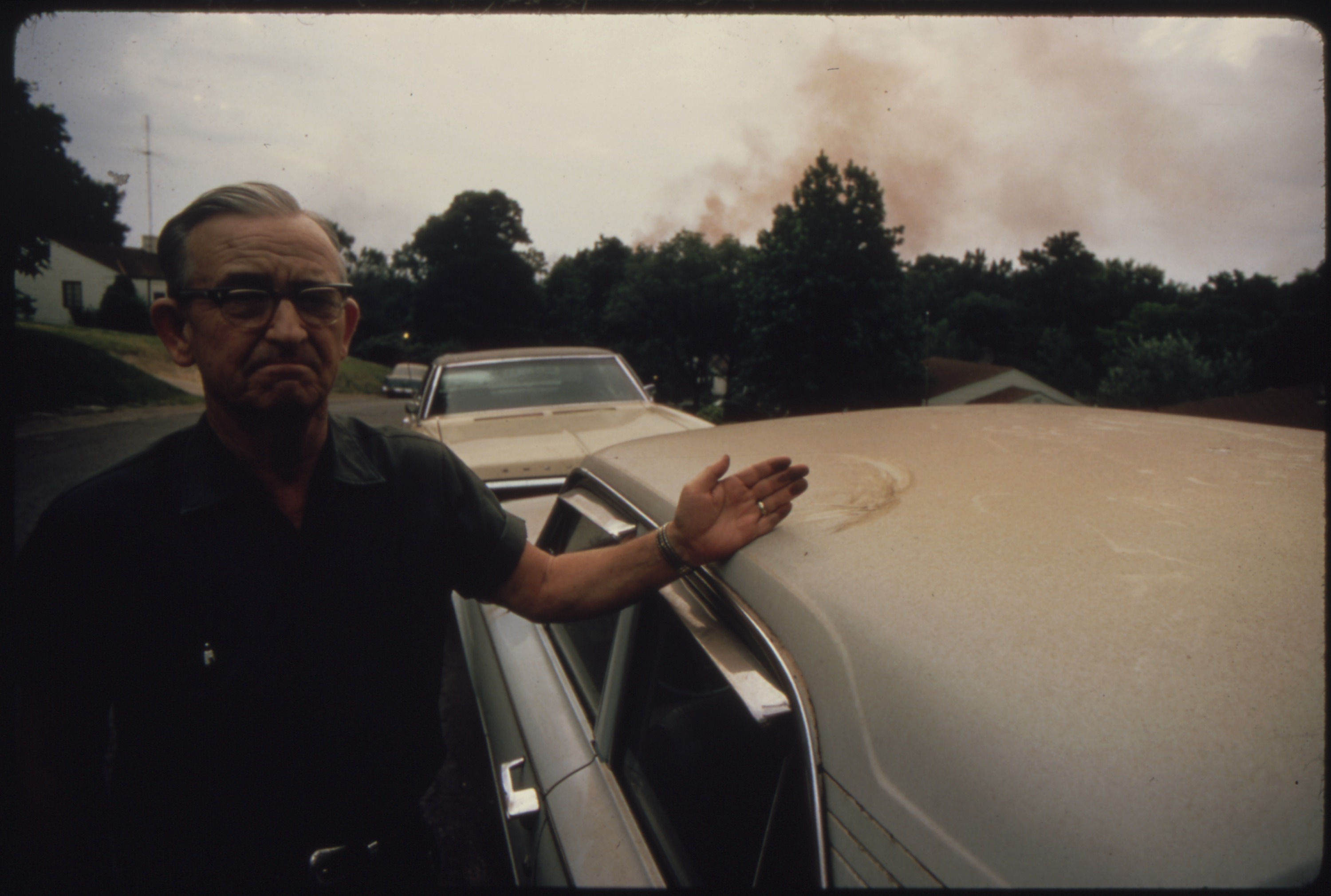
航空機やロケットなどのロケットエンジン
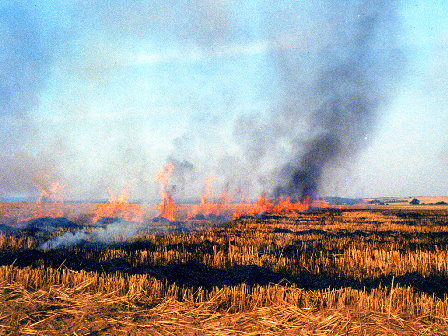
藁やゴミの野焼き

といったものがある。

- トラック
- 船舶
- 製鉄所
- 野焼き

## ロケットの打ち上げ
ロケット打ち上げの際に放出されるブラックカーボンは、成層圏などの高層で放出されるため、甚大な被害をもたらすとされている。
特にオゾン層の損失効果が大きく、他の発生源に対し500倍の温暖化効果をもたらす。